# Regierung Janew I
Die Regierung Janew war zwischen 12. Mai 2021 und die 16. September 2021 die kommissarische Regierung von Bulgarien. Sie wurde von Präsident Rumen Radew eingesetzt, nachdem nach der Parlamentswahl im April 2021 keine der Parteien eine neue Koalition bilden konnte. Die kommissarische Regierung hat die vorgezogenen Neuwahlen im Juli 2021 organisiert. Sie löste die Regierung Borissow III ab.

## Kabinettsmitglieder
| Amt | Name              |
| --- | ----------------- |
| Ministerpräsident                                                                                                | Stefan Janew      |

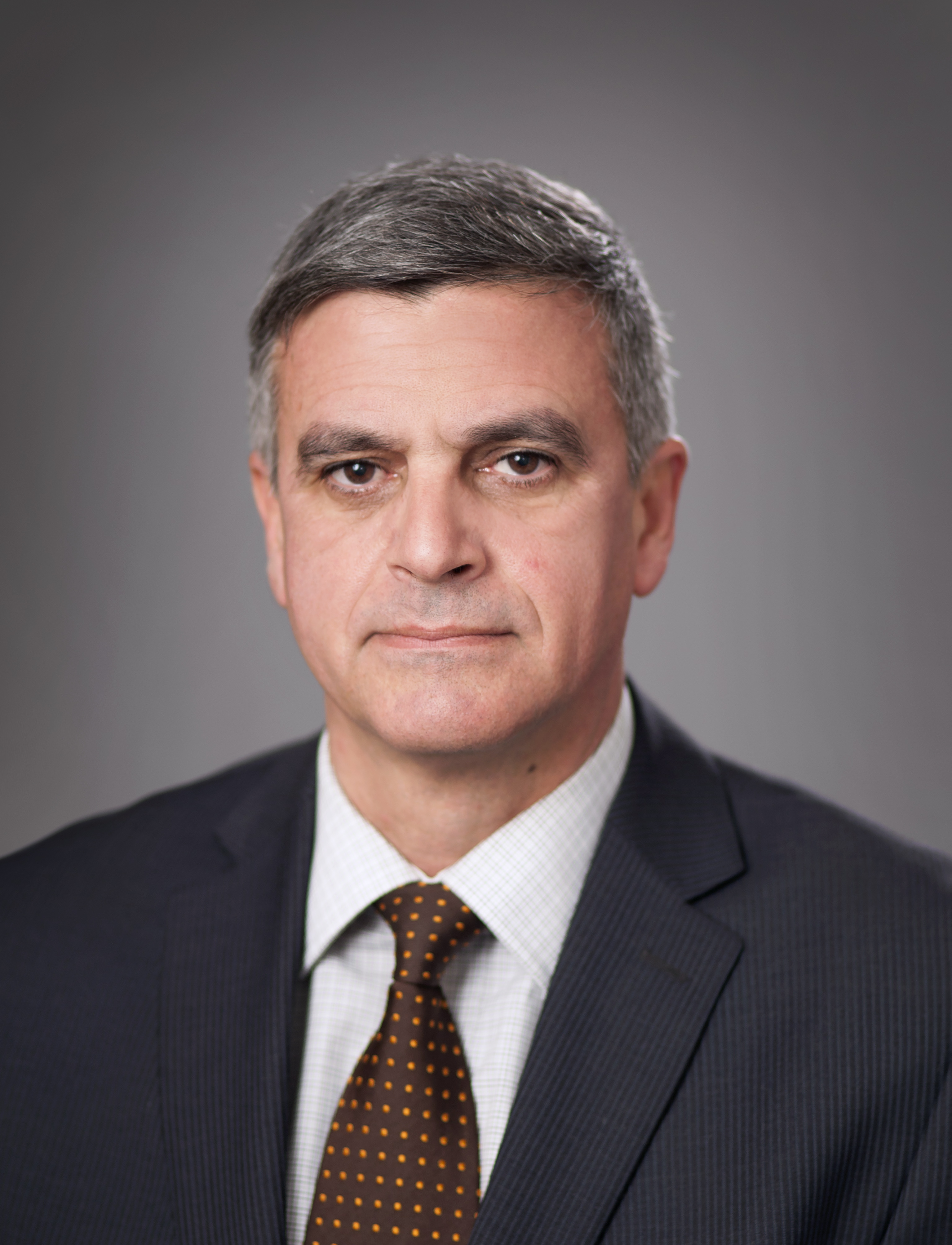
Ministerpräsident Stefan Janew

| Stellvertretender Ministerpräsident für Wirtschafts- und Sozialpolitik und Minister für Arbeit und Sozialpolitik | Galab Donew       |
| Stellvertretender Ministerpräsident für öffentliche Ordnung und Sicherheit und Innenminister                     | Bojko Raschkow    |
| Stellvertretender Ministerpräsident für das Management der europäischen Fonds                                    | Atanas Pekanow    |
| Finanzminister                                                                                                   | Assen Wassilew    |
| Verteidigungsminister                                                                                            | Georgi Panajotow  |
| Gesundheitsminister                                                                                              | Stojtscho Kazarow |
| Ministerin für regionale Entwicklung und Raumplanung                                                             | Wioleta Komitowa  |
| Minister für Bildung und Wissenschaft                                                                            | Nikolaj Denkow    |
| Außenminister | Swetlan Stoew     |
| Justizminister                                                                                                   | Janaki Stoilow    |
| Kulturminister                                                                                                   | Welislaw Minekow  |
| Minister für Umwelt und Wasser                                                                                   | Assen Litschew    |
| Minister für Land-, Ernährungs- und Forstwirtschaft                                                              | Christo Bossukow  |
| Minister für Verkehr, Informationstechnologie und Kommunikation                                                  | Georgi Todorow    |
| Wirtschaftsminister                                                                                              | Kiril Petkow      |
| Energieminister                                                                                                  | Andrej Schiwkow   |
| Ministerin für Tourismus                                                                                         | Stella Baltowa    |
| Minister für Jugend und Sport                                                                                    | Andrej Kusmanow   |